# Chelodina siebenrocki
Chelodina siebenrocki är en sköldpaddsart som beskrevs av  Werner 1901. Chelodina siebenrocki ingår i släktet Chelodina och familjen ormhalssköldpaddor. Inga underarter finns listade i Catalogue of Life. Det svenska trivialnamnet ormhalssköldpadda förekommer för arten.
Populationens taxonomiska status är omstridd. Enligt Reptile Database är den bara ett synonym till Chelodina oblonga.